# 幼稚園唱歌集
幼稚園唱歌集（ようちえんしょうかしゅう）は、1879年（明治12年）に伊沢修二の主唱で創設された文部省音楽取調掛によって、幼稚園教育用に編纂された唱歌集である。1887年（明治20年）12月に出版され、29曲が収められた。
それまで用いられた雅楽調の『保育唱歌』に対して、西洋音楽を基本に置いているのが特徴であり、巻頭の緒言はフレーベル系幼稚園書の序文内容とほぼ一致する。
また、全29曲のうち少なくとも16曲が外国曲である。このうち第2「蝶々」は、当時の歌詞を一部改変して21世紀まで歌い継がれている。
日本人が作曲したことがはっきり分かっているものは、第8「子供ゝ」、第15「花さく春」、第26「風車」、第29「數へうた」（わらべ歌）の4曲である。
残り9曲は来歴がはっきりしていない。
なお、第2「蝶々」、第4「霞か雲か」は、『小学唱歌集』にも収載されている（初編第17、第二編第35）。第13「雨露」は、『小学唱歌集』初編第29に同タイトルの曲が入っているがそれとは異なる。

## 曲目一覧
作詞・作曲・原曲は出典から引用した。
- 1 心は猛く（こころはたけく）里見義作詞、 ローウェル・メーソン 作曲 - 原曲「Try again」
- 2 蝶々（ちょうちょう）野村秋足・稲垣千頴作詞、ドイツ民謡
- 3 進めゝ（すすめすすめ）加部巌夫作詞、外国曲 - 「雀のお宿」と同曲、アメリカでは「Children go to and fro」として知られる
- 4 霞か雲か（かすみかくもか）加部巌夫作詞、ドイツ民謡
- 5 學べよ（まなべよ）フランス曲 - 原曲「Work and Play」
- 6 にはつ鳥（にわつとり）
- 7 友どち（ともどち）
- 8 子供ゝ（こどもこども）伊沢修二作詞作曲
- 9 若駒（わかこま）Carl Gottlieb Hering（ドイツ語版）作曲 - 原曲「Hopp, hopp, hopp, Pferdchen, lauf Galopp（ドイツ語版）」
- 10 大原女（おおはらめ）
- 11 川瀬の千鳥（かわせのちどり）ルーサー・ホワイティング・メーソン作曲 - 原曲「The Lambkin」
- 12 竹むら（たかむら）
- 13 雨露（あめつゆ）ヨハン・アブラハム・ペーター・シュルツ作曲 - 原曲「Mailied: Feier der Lebenden und der Todten」
- 14 冬の空（ふゆのそら）Guillaume Louis Bocquillon（フランス語版）作曲 - 原曲「The Spinning Wheel」
- 15 花さく春（はなさくはる） 伊沢修二作詞作曲
- 16 やよ花桜（やよはなざくら）Ernst Richter（英語版）作曲 - 原曲「Von meinem Blümchen」ドイツ学生歌
- 17 燕（つばくらめ）ドイツ曲 -　原曲「Es, es, es und es（ドイツ語版）」
- 18 真直にたてよ（ますぐにたてよ）アドルフ・ドゥエイ作曲 - 原曲「Another March」
- 19 我大君（わがおおきみ）
- 20 ここなる門（ここなるもん）加部巌夫・豊田芙雄作詞
- 21 うづまく水（うずまくみず） フランス曲 - 「きらきら星」と同曲
- 22 環（たまき） - 原曲「The cooling fountain」（『Training School Song Book』、『The Glasgow Infant School Magazine first series』に所収、作者不詳）
- 23 毬（まり）
- 24 兄弟妹（あにおとといもと）
- 25 操練（そうれん）アドルフ・ドゥエイ作曲 - 原曲「Marching」
- 26 風車（かざぐるま）豊田芙雄作詞、東儀季熙作曲 - 『保育唱歌』87番
- 27 蜜蜂（みつばち）ボヘミア民謡 - 原曲「Das Bienchen」または「Biene」（Summ summ sum! Bienchen, summ' herum!）、「ぶんぶんぶん」と同曲
- 28 一羽の鳥（いちわのとり）
- 29 數へうた（かぞえうた） 伊沢修二作詞説あり